# 추계인구
추계인구(推計人口)는 국세조사를 기초로 하여 매월 출생·사망·전입·전출을 정산하여 산출된 추계치를 바탕으로 한 인구수이다. 이 숫자에는 한국인을 비릇해 외국인도 포함돼 있다.
실제로 살고 있는 사람의 전수조사인 센서스에 의해 근거로 삼아 수치를 계산하여 발표한다. 추계인구는 '상주인구'나 '현주인구'라고도 불리고 있으며, 총인구를 나타내는 데는 신뢰성이 높이는걸로 보인다.
단 미야케섬이 폭발하면서 2000년 9월 2일에 대피령을 내린 미야케촌의 경우는 10월 1일에 추계인구 수에서 '인구 0명'으로 잠시동안 결정되어 그 0명을 기준으로 매월 추계인구가 제외되는 사태가 발생하긴 했지만 분화가 끝난후 섬주민 모두 되돌아와 거주하고 있다. 또 도호쿠 지방 태평양 앞바다 지진(동일본 대지진)에 따라 주민표를 옮기지 않고 대피하는 이재민이 다수 발생해 추계인구의 신뢰성이 크게 손상된 지자체도 발생한 경우가 있으며, 후쿠시마현의 후타바정만 0명으로 발표한다. 후타바군 나미에정, 도미오카정, 오쿠마정, 가쓰라오촌, 나라하정 주민이 일부는 거주하기 시작하면서 인구조사는 재개했으나 대부분 복구 또는 피난구역 부분이 아직 풀리지 않는 곳도 있다. 후타바정만은 여전히 피난구역이 지정되어 있다.
추계인구와 짝을 이루는 집계방법에 의한 인구수에 '등록인구'가 있다. 등록인구는 일반적으로 주민기본대장에 기재되어 있는 인원수를 합산한 수치이다. 외국인등록제도가 폐지되기 이전에는 주민기본대장 및 외국인등록에 기재되어 있는 인원수를 합산한 수치였다. 등록인구는 주민등록을 한 비거주자를 포함하는 한편, 주민등록을 하지 않은 거주자는 포함하지 않는다.이 때문에 등록 인구는 반드시 실제 살고 있는 사람의 수를 정확히 나타내지는 않는다.
기초자치단체(시구정촌) 단위의 추계 인구는 주로 광역자치단체(도도부현) 웹사이트 등에 게재되고 있으나 홋카이도는 주민기본대장 인구로 발표한다.